# 蠑螈亞目
蠑螈亞目（學名：Salamandroidea）為有尾目下個一個亞目，分布於除了南極洲、撒哈拉以南非洲與大洋洲以外的全世界。和隱鰓鯢亞目最大的差異在於，蠑螈亞目下顎的角骨與前關節骨癒合，且均為體內受精。雌性個體透過雄性提供的精包授精，雌性會將精包儲存於泄殖腔內的受精囊中直到產卵。
目前最早已知的蠑螈亞目為發現於約157百萬年前侏儸紀晚期髫髻山組的建平北燕螈（Beiyanerpeton jianpingensis）。